# Leucadendron platyspermum
Leucadendron platyspermum är en tvåhjärtbladig växtart som beskrevs av Robert Brown. Leucadendron platyspermum ingår i släktet Leucadendron och familjen Proteaceae. Inga underarter finns listade i Catalogue of Life.